# Batida FM
Batida FM é uma estação de rádio sediada em Portugal, com origem em 5 de agosto de 2023. Surgiu após o encerramento da Vodafone FM, ocupando as mesmas frequências de rádio. A essência musical e radiofónica da Vodafone FM foi mantida, sendo que a Batida FM mantém um foco nas sonoridades urbanas e na música alternativa.